# The Outrage
Pour les articles homonymes, voir Outrage.
Pour le film américain, voir L'Outrage.
Pour plus de détails, voir Fiche technique et Distribution.
The Outrage (อุโมงค์ผาเมือง นางยั่วสวาท, U mong pa meung) est un film thaïlandais réalisé par Pundhevanop Dhewakul, surnommé "Mom Noi",,, et sorti en 2011.
Ce film est un remake du film Rashômon d'Akira Kurosawa, d'après deux nouvelles du japonais Ryūnosuke Akutagawa mais aussi de son adaptation au théâtre en Thaïlande sous le titre  Rashomon (ราโชมอน) par l'homme politique, intellectuel et écrivain Khuek-rit Pramot.

## Synopsis
Dans les montagnes du royaume de Lanna au nord de la Thaïlande, en 1567, un seigneur de guerre, jeune marié, est retrouvé mort dans un bois.
Un jeune bonze cherche à découvrir la vérité parmi les multiples versions de ce crime mystérieux : témoignages du bûcheron, du bandit, du mort lui-même invoqué par une chamane, de la femme du seigneur de guerre...
Ces témoignages sont tous plausibles et tous contradictoires...

## Fiche technique
- Titre : The Outrage
- Titre original : อุโมงค์ผาเมือง นางยั่วสวาท (U mong pa meung)
- Autre titre : At the Gate of the Ghost
- Réalisation : Pundhevanop Dhewakul d'après la pièce de théâtre de Khuek-rit Pramot et le film Rashōmon scénarisé par Shinobu Hashimoto et Akira Kurosawa (d'après deux nouvelles de Ryūnosuke Akutagawa)
- Scénario : Pundhevanop Dhewakul
- Musique : Chatchai Pongprapaphan
- Photographie : Panom Promchard
- Montage : Sirikan Srichulabhorn
- Chorégraphie : Panna Rittikrai[7]
- Production : Somsak Techaratanaprasert
- Société de production : Sahamongkol Film International
- Société de distribution : Sahamongkol Film International[8]
- Pays :  Thaïlande
- Genre : Drame
- Durée : 108 minutes
- Dates de sortie : 
  -  Thaïlande : septembre 2011

## Distribution
- Mario Maurer : le jeune bonze
- Petchtai Wongkamlao : le bûcheron
- Pongpat Wachirabunjong : le mendiant
- Ananda Everingham : le seigneur de guerre
- Chermarn  Boonyasak (ou Laila): la femme du seigneur de guerre
- ดารณีนุช  โพธิปิติ : la mère de la femme du seigneur de guerre
- Dom Hetrakul : le bandit
- Sakarat Lerkthamrong : le prince de la cité de Pha-Mueng
- Phongsiree Bunluewong : l'inspecteur de police
- Ratklao Amaratisha : la chamane

## Tournage
La cascade de Mok Fa et sa plage, dans le parc national de Doi Suthep-Pui, est un des principaux décors naturels utilisé dans le film The Outrage.